# Shinzō Kōroki
Shinzō Kōroki (興梠 慎三?, Kōroki Shinzō; Miyazaki, 31 luglio 1986) è un ex calciatore giapponese, attaccante degli Urawa Reds.

## Caratteristiche tecniche
È una punta centrale, destro sebbene sia capace di andare a rete anche calciando con il sinistro, inoltre è molto abile nel segnare anche con i tiri di testa, riesce a trovare il gol per merito della sua velocità e della sua capacità di inserirsi bene negli spazi. Ha un buon senso dell'assist. Sa calciare molto bene dal dischetto, infatti è un ottimo rigorista.

## Carriera

### Club

#### Kashima Antlers
Kōroki nel 2005 entra nella squadra del Kashima Antlers, dove vince per tre volte di seguito la J1 League. Durante il torneo della Coppa dell'Imperatore 2010 riesce a segnare il gol del 2-1 ai tempi supplementari contro il FC Tokyo che permetterà alla sua squadra di vincere accedendo così alla finale che poi vinceranno imponendosi contro il Shimizu S-Pulse per 2-1. Il Kashima Antlers vincerà la Coppa J. League 2011 dove Kōroki segnerà ai quarti di finale contro lo Yokohama F. Marinos il gol che accorcerà le distanze dato che la sua squadra era sotto di due reti, che poi con una rimonta vincerà per 3-2. Nel 2012 giocherà contro l'Universidad de Chile nella Coppa Suruga riuscendo a vincerla, la partità finirà ai rigori dopo un pareggio di 2-2 dove Kōroki segna uno dei rigori vincenti, nella partita che vedrà trionfare il Kashima Antlers per 7-6. Kōroki conclude la sua esperienza al Kashima Antlers dopo aver segnato un totale di 71 reti.

#### Urawa Red Diamonds e Consadole Sapporo
Nel 2013 inizia a giocare con l'Urawa Red Diamonds, dove Kōroki si aggiudicherà un'altra Coppa J. League, quella dell'edizione 2016, vincendo in semifinale contro il FC Tokyo per 2-1 nella partita d'andata, e in quella di ritorno Kōroki segnerà una tripletta che permetterà alla sua squadra di vincere per 3-1, qualificandosi per la finale contro il Gamba Osaka al Saitama Stadium che finirà 1-1 e che ai rigori premierà l'Urawa Red Diamonds per 5-4: Kōroki segna il terzo rigore per la sua squadra. Riuscirà a vincere per la prima volta un titolo continentale nell'edizione 2017 dell'AFC Champions League; Kōroki agli ottavi di finale segnerà una rete contro il Jeju United della Corea del Sud nella partita che vincerà per 3-0, nonostante l'iniziale sconfitta all'andata per 2-0 qualificandosi per i quarti di finale contro il Kawasaki Frontale dove, nonostante la sconfitta all'andata per 3-1, Kōroki segna una rete alla partita di ritorno dove l'Urawa Red Diamonds vince per 4-1. Nel 2022 passa in prestito al Consadole Sapporo segnando cinque gol in campionato, tra i quali uno nella vittoria per 5-1 contro lo Shonan Bellmare, un altro battendo per 4-3 il Kawasaki Frontale e l'ultimo sconfiggendo per 2-1 il Sanfrecce Hiroshima. Tornato poi nell'Urawa Reds vince la finale della AFC Champions League nel 2023 battendo l'Al-Hilal, nella partita di andata Kōroki segna una rete nel pareggio per 1-1 infine l'Urawa Reds vince la partita di ritorno per 1-0.

### Nazionale
Kōroki viene convocato per la prima volta nella nazionale di calcio giapponese durante un'amichevole che si conclude 1-1 contro gli Emirati Arabi Uniti. Viene convocato come fuori quota nella nazionale olimpica per le Olimpiadi 2016 in Brasile, e con un rigore trasformato segna la rete del momentaneo 1-1 contro la Nigeria nella partita che la squadra nipponica perderà per 5-4.

## Statistiche

### Cronologia presenze e reti in nazionale
| Cronologia completa delle presenze e delle reti in nazionale ― Giappone | Cronologia completa delle presenze e delle reti in nazionale ― Giappone | Cronologia completa delle presenze e delle reti in nazionale ― Giappone | Cronologia completa delle presenze e delle reti in nazionale ― Giappone | Cronologia completa delle presenze e delle reti in nazionale ― Giappone | Cronologia completa delle presenze e delle reti in nazionale ― Giappone | Cronologia completa delle presenze e delle reti in nazionale ― Giappone | Cronologia completa delle presenze e delle reti in nazionale ― Giappone |
| Data                                                                    | Città                                                                   | In casa                                                                 | Risultato                                                               | Ospiti                                                                  | Competizione                                                            | Reti                                                                    | Note                                                                    |
| ----------------------------------------------------------------------- | ----------------------------------------------------------------------- | ----------------------------------------------------------------------- | ----------------------------------------------------------------------- | ----------------------------------------------------------------------- | ----------------------------------------------------------------------- | ----------------------------------------------------------------------- | ----------------------------------------------------------------------- |
| 9-10-2008                                                               | Tokyo                                                                   | Giappone                                                                | 1 – 1                                                                   | Emirati Arabi Uniti                                                     | Amichevole                                                              | -                                                                       | 57’                                                                     |
| 15-10-2008                                                              | Saitama                                                                 | Giappone                                                                | 1 – 1                                                                   | Uzbekistan                                                              | Qual. Mondiali 2010                                                     | -                                                                       | 81’                                                                     |
| 20-1-2009                                                               | Kumamoto                                                                | Giappone                                                                | 2 – 1                                                                   | Yemen                                                                   | Qual. Coppa d'Asia 2011                                                 | -                                                                       | 60’                                                                     |
| 28-1-2009                                                               | Riffa                                                                   | Bahrein                                                                 | 1 – 0                                                                   | Giappone                                                                | Qual. Coppa d'Asia 2011                                                 | -                                                                       | 76’ 85’                                                                 |
| 31-5-2009                                                               | Tokyo                                                                   | Giappone                                                                | 4 – 0                                                                   | Belgio                                                                  | Amichevole                                                              | -                                                                       | 67’                                                                     |
| 10-6-2009                                                               | Yokohama                                                                | Giappone                                                                | 1 – 1                                                                   | Qatar                                                                   | Qual. Mondiali 2010                                                     | -                                                                       | 67’                                                                     |
| 17-6-2009                                                               | Melbourne                                                               | Australia                                                               | 2 – 1                                                                   | Giappone                                                                | Qual. Mondiali 2010                                                     | -                                                                       | 85’                                                                     |
| 5-9-2009                                                                | Enschede                                                                | Paesi Bassi                                                             | 3 – 0                                                                   | Giappone                                                                | Amichevole                                                              | -                                                                       | 70’                                                                     |
| 9-9-2009                                                                | Utrecht                                                                 | Giappone                                                                | 4 – 3                                                                   | Ghana                                                                   | Amichevole                                                              | -                                                                       | 84’                                                                     |
| 14-11-2009                                                              | Port Elizabeth                                                          | Sudafrica                                                               | 0 – 0                                                                   | Giappone                                                                | Amichevole                                                              | -                                                                       | 71’                                                                     |
| 7-4-2010                                                                | Osaka                                                                   | Giappone                                                                | 0 – 3                                                                   | Serbia                                                                  | Amichevole                                                              | -                                                                       | 46’                                                                     |
| 1-6-2011                                                                | Niigata                                                                 | Giappone                                                                | 0 – 0                                                                   | Perù                                                                    | Amichevole                                                              | -                                                                       | 71’                                                                     |
| 2-8-2015                                                                | Wuhan                                                                   | Corea del Nord                                                          | 2 – 1                                                                   | Giappone                                                                | Coppa dell'Asia orientale 2015                                          | -                                                                       | 72’                                                                     |
| 5-8-2015                                                                | Wuhan                                                                   | Giappone                                                                | 1 – 1                                                                   | Corea del Sud                                                           | Coppa dell'Asia orientale 2015                                          | -                                                                       | 78’                                                                     |
| 9-8-2015                                                                | Wuhan                                                                   | Cina                                                                    | 1 – 1                                                                   | Giappone                                                                | Coppa dell'Asia orientale 2015                                          | -                                                                       | 61’                                                                     |
| 3-9-2015                                                                | Tokyo                                                                   | Giappone                                                                | 3 – 0                                                                   | Cambogia                                                                | Qual. Mondiali 2018                                                     | -                                                                       | 78’                                                                     |
| Totale                                                                  |                                                                         | Presenze                                                                | 16                                                                      |                                                                         | Reti                                                                    | 0                                                                       |                                                                         |

| Cronologia completa delle presenze e delle reti in nazionale ― Giappone Olimpica | Cronologia completa delle presenze e delle reti in nazionale ― Giappone Olimpica | Cronologia completa delle presenze e delle reti in nazionale ― Giappone Olimpica | Cronologia completa delle presenze e delle reti in nazionale ― Giappone Olimpica | Cronologia completa delle presenze e delle reti in nazionale ― Giappone Olimpica | Cronologia completa delle presenze e delle reti in nazionale ― Giappone Olimpica | Cronologia completa delle presenze e delle reti in nazionale ― Giappone Olimpica | Cronologia completa delle presenze e delle reti in nazionale ― Giappone Olimpica |
| Data                                                                             | Città                                                                            | In casa                                                                          | Risultato                                                                        | Ospiti                                                                           | Competizione                                                                     | Reti                                                                             | Note                                                                             |
| -------------------------------------------------------------------------------- | -------------------------------------------------------------------------------- | -------------------------------------------------------------------------------- | -------------------------------------------------------------------------------- | -------------------------------------------------------------------------------- | -------------------------------------------------------------------------------- | -------------------------------------------------------------------------------- | -------------------------------------------------------------------------------- |
| 5-8-2016                                                                         | Manaus                                                                           | Nigeria                                                                          | 5 – 4                                                                            | Giappone                                                                         | Olimpiadi 2016 - 1º turno                                                        | 1                                                                                | 71’                                                                              |
| 8-8-2016                                                                         | Manaus                                                                           | Giappone                                                                         | 2 – 2                                                                            | Colombia                                                                         | Olimpiadi 2016 - 1º turno                                                        | -                                                                                |                                                                                  |
| 11-8-2016                                                                        | Salvador                                                                         | Giappone                                                                         | 1 – 0                                                                            | Svezia                                                                           | Olimpiadi 2016 - 1º turno                                                        | -                                                                                | 77’                                                                              |
| Totale                                                                           |                                                                                  | Presenze                                                                         | 3                                                                                |                                                                                  | Reti                                                                             | 1                                                                                |                                                                                  |

## Palmarès

### Club

#### Competizioni nazionali
- Campionato giapponese: 3

Kashima Antlers: 2007, 2008, 2009
- Coppa dell'Imperatore: 3

Kashima Antlers: 2007
Urawa Reds: 2018, 2021
- Supercoppa del Giappone: 2

Kashima Antlers: 2009, 2010
- Coppa J. League: 3

Kashima Antlers: 2011, 2012
Urawa Reds: 2016

#### Competizioni internazionali
- Coppa Suruga Bank: 2

Kashima Antlers: 2012
Urawa Reds: 2017
- AFC Champions League: 2

Urawa Reds: 2017, 2022

### Nazionale
- Kirin Cup: 2

2009, 2011

### Individuale
- Squadra del campionato giapponese: 1

2017